# Хейз, Роберт
Роберт Хейз (англ. Robert Hays; род. 24 июля 1947, Бетесда, Мэриленд, США) — американский актёр, режиссёр и продюсер.

## Биография
Родился в США, в штате Мэриленд. До того как он получил первые значимые роли в кино, жил в Сан-Диего и играл на сцене местного театра.
В Сан-Диего расположен «Старый Театр Глобус». Это копия театра Глобус, расположенного в Лондоне. Там он сыграл главную роль Петруччо в постановке пьесы Уильяма Шекспира «Укрощение строптивой». Через некоторое время отправился  в Голливуд.
С 1975 года начинается его карьера на телевидении. Эпизодические роли в сериалах «Досье Детектива Рокфорда», «Доктор Маркус Уэлби», «Улицы Сан-Франциско», «Кеннон», «Молодые пионеры», «Лаверне и Ширли», «Синий рыцарь», «Разыскиваемые», «Чудо-женщина», «Лодка любви», и многих других.
В 1979 году снимается в фильме-экранизации произведения Эдгара Аллана По «Падение дома Ашеров». А уже на следующий год получает свою, ставшую впоследствии звёздной, роль в культовом фильме-комедии «Аэроплан!», за которую удостаивается номинации на премию «Молодой актёр». С 1979 по 1980 годы Хейз играет в сериале «Энджи» мужа главной героини Энджи Фалко.
Продолжая работать на телевидении и последующие годы, Хейз снимается в фильмах «Возьми эту работу и засунь её подальше» (1981), «Аэроплан 2» (1982), «Плащ» (1983), «Энергоносители» (1983), «Тронутый» (1983), «Скандальный» (1984), «Кошачий глаз» (1985).
Следующие роли в сериале только закрепили популярность актёра. «Звездный человек» (1986—1987), «ФМ» (1989—1990) и другие.
В 1993 году выходит семейный фильм «Дорога домой: Невероятное путешествие». В нём он сыграл отца большого семейства, в котором жили ещё две собаки и кошка. А в 1996 году выходит продолжение «Дорога домой 2: Затерянные в Сан-Франциско». 
С выходом анимационного сериала «Железный человек» (1994—1996) начал активно работать в озвучивании. Главный герой Тони Старк, он же Железный человек, говорит голосом актёра. В вышедшем позднее анимационном сериале «Человек-паук» (1996—1997) актёр опять озвучил этого персонажа.
В 2008 году актёр вернулся к жанру, который некогда его прославил — пародия. Выходит фильм «Супергеройское кино». На одной съёмочной площадке встретились молодые актёры и актёры известные. Хейз составил компанию Лесли Нильсену исполняя роль отца главного героя Стрекозца.
С 1990 по 1997 был женат на экс-солистке популярной в 70-е годы хард-рок группы «The Runaways» Шери Кэрри. У них есть сын Джек Хейз.

## Избранная фильмография

### Фильмы
- Аэроплан! (1980) — Тед Страйкер
- Аэроплан II: Продолжение (1982) — Тед Страйкер
- Кошачий глаз (1985) — Джонни Наррис
- Сумасшедший медовый месяц (1990) — Шон
- Пятьдесят на пятьдесят (1992) — Сэм Френч
- Дорога домой: Невероятное путешествие (1993) — Боб Сивер
- Пчёлы-убийцы (1995) — Чед Инграм
- Дорога домой 2: Затерянные в Сан-Франциско (1996) — Боб Сивер
- Доктор «Т» и его женщины (2000) — Харлан
- Супергеройское кино (2008) — Блэйн Райкер

### Мультфильмы
- Американская история 4: Загадка ночи (1999)